# Europese kampioenschappen kunstschaatsen 1969
De Europese Kampioenschappen kunstschaatsen zijn wedstrijden die samen een jaarlijks terugkerend evenement vormen, georganiseerd door de Internationale Schaatsunie (ISU).
De kampioenschappen van 1969 vonden plaats in Garmisch-Partenkirchen. Het was de tweede keer na het EK van 1960 dat de EK kampioenschappen hier plaatsvonden. Het was de dertiende keer dat een EK kampioenschap in (West-)Duitsland plaatsvond, eerder waren ook Hamburg (1891), Berlijn (1893, 1900, 1907, 1910, 1930, 1936, 1961), Bonn (1905), Triberg im Schwarzwald (1925) en Dortmund (1953) gaststad voor een EK.
Voor de mannen was het de 61e editie, voor de vrouwen en paren was het de 33e editie en voor de ijsdansers de zestiende editie.

## Deelname
Er namen deelnemers uit vijftien landen deel aan deze kampioenschappen. Zij vulden 75 startplaatsen in de vier disciplines in.
Voor Nederland nam Arnoud Hendriks voor de tweede keer in het mannentoernooi deel.
(Tussen haakjes het totaal aantal startplaatsen over de disciplines.)
| Sovjet-Unie (11) Tsjecho-Slowakije (9) Duitse Democratische Republiek (8) West-Duitsland (8) Verenigd Koninkrijk (7) | Oostenrijk (7) Hongarije (6) Frankrijk (4) Polen (4) Zwitserland (4) | Roemenië (2) Zweden (2) Finland (1) Italië (1) Nederland (1) |

## Medaille verdeling
Bij de mannen werd Ondrej Nepela de 25e Europees kampioen en de tweede Tsjechoslowaak na Karol Divín (1958 en 1959) die deze titel veroverde. Het was zijn vierde medaille, van 1966-1968 werd hij derde. Zowel de nummer twee, Patrick Péra, als de nummer drie, Sergei Chetverukhin, stonden voor het eerst op het erepodium bij de Europese Kampioenschappen kunstschaatsen.
Bij de vrouwen stond voor de vierde keer dezelfde drie vrouwen op het erepodium als het jaar ervoor. Ook in de jaren 1937-1938, 1951-1952 en 1963-1964 was dit het geval. De Oost-Duitse Gabriele Seyfert veroverde haar tweede Europese titel. In 1967 behaalde ze haar eerste Europese overwinning. Het was haar vierde medaille, in 1966 en 1968 werd ze tweede. De Europees kampioene van 1968, Hana Mašková, werd dit jaar tweede, het was haar derde medaille, in 1967 werd ze ook tweede. De nummer drie van 1968, Beatrix Schuba, eindigde ook dit jaar op de derde plaats, het was haar tweede medaille.
Bij de paren stonden voor het eerst drie paren uit één natie op het erepodium van het EK. Bij de mannen had dit al vier keer plaats gehad (1891, 1922, 1927, 1928), bij de vrouwen twee keer (1939, 1957) en bij het ijsdansen zes keer (1954-1958 en 1968). Het paar Irina Rodnina / Aleksej Oelanov werden de opvolgers van de viervoudig Europees kampioenen Ludmila Belousova / Oleg Protopopov. Zij waren het zestiende paar en het tweede Sovjet paar die de Europese titel veroverden. Het was hun eerste medaille. Belousova / Protopopov behaalden hun achtste medaille, ze werden voor de vierde keer tweede ook van 1962-1964 behaalden ze deze positie. Het Sovjet paar Tamara Moskvina / Alexei Mishin op plaats drie stonden voor de tweede keer op het erepodium, in 1968 werden ze tweede.
Bij het ijsdansen veroverde het Britse paar Diane Towler / Bernard Ford voor de vierde keer oprij de Europese titel, zij stonden ook voor de vierde keer op het erepodium. Het eveneens Britse paar Janet Sawbridge / Jon Lane op plaats twee stonden als paar voor de tweede keer op het Europese erepodium, in 1968 werden ze derde. Janet Sawbridge veroverde in 1963 de derde en in 1964 en 1965 de tweede plaats met schaatspartner David Hickinbottom. Het Sovjet paar Ludmila Pakhomova / Alexandr Gorshkov op plaats drie stond voor het eerst op het Europese erepodium bij het EK Kunstschaatsen.
| Discipline | Goud                            | Zilver                              | Brons                                 |
| ---------- | ------------------------------- | ----------------------------------- | ------------------------------------- |
| Mannen     | Ondrej Nepela                   | Patrick Péra                        | Sergei Chetverukhin                   |
| Vrouwen    | Gabriele Seyfert                | Hana Mašková                        | Beatrix Schuba                        |
| Paren      | Irina Rodnina / Aleksej Oelanov | Ludmila Belousova / Oleg Protopopov | Tamara Moskvina / Alexei Mishin       |
| IJsdansen  | Diane Towler / Bernard Ford     | Janet Sawbridge / Jon Lane          | Ludmila Pakhomova / Alexandr Gorshkov |

## Uitslagen
| #      | naam (deelname)         | land                                    | pc |
| ------ | ----------------------- | --------------------------------------- | -- |
| Goud   | Ondrej Nepela (5)       | Vlag van Tsjechië                       |    |
| Zilver | Patrick Péra (4)        | Vlag van Frankrijk                      |    |
| Brons  | Sergei Chetverukhin (5) | Vlag van Sovjet-Unie                    |    |
| 4      | Günter Zöller (5)       | Vlag van Duitse Democratische Republiek |    |
| 5      | Philippe Pelissier (6)  | Vlag van Frankrijk                      |    |
| 6      | Haig Oundjian           | Vlag van Verenigd Koninkrijk            |    |
| 7      | Sergei Volkov (2)       | Vlag van Sovjet-Unie                    |    |
| 8      | Marian Flic (6)         | Vlag van Tsjechië                       |    |
| 9      | Yuri Ovchinnikov        | Vlag van Sovjet-Unie                    |    |
| 10     | Jacques Mrozek (2)      | Vlag van Frankrijk                      |    |
| 11     | Gunter Anderl (4)       | Vlag van Oostenrijk                     |    |
| 12     | Reinhard Ketterer (2)   | Vlag van Duitsland                      |    |
| 13     | Klaus Grimmelt          | Vlag van Duitsland                      |    |
| 14     | Josef Schneider         | Vlag van Oostenrijk                     |    |
| 15     | Daniel Honer (3)        | Vlag van Zwitserland                    |    |
| 16     | Jan Hoffmann (2)        | Vlag van Duitse Democratische Republiek |    |
| 17     | Zdzislav Pienkowski (4) | Vlag van Polen (1928-1980)              |    |
| 18     | Petr Starec             | Vlag van Tsjechië                       |    |
| 19     | Zoltan Horvath (2)      | Vlag van Hongarije                      |    |
| 20     | Thomas Callerud (2)     | Vlag van Zweden                         |    |
| 21     | Arnoud Hendriks (2)     | Vlag van Nederland                      |    |
| 22     | Gheorghe Fazekas        | Vlag van Roemenië (1965-1989)           |    |
| 23     | Ragnar Wikstrom (3)     | Vlag van Finland (1918-1978)            |    |

| #      | naam (deelname)         | land                                    | pc |
| ------ | ----------------------- | --------------------------------------- | -- |
| Goud   | Gabriele Seyfert (8)    | Vlag van Duitse Democratische Republiek |    |
| Zilver | Hana Mašková (6)        | Vlag van Tsjechië                       |    |
| Brons  | Beatrix Schuba (3)      | Vlag van Oostenrijk                     |    |
| 4      | Zsuzsa Almassy (5)      | Vlag van Hongarije                      |    |
| 5      | Elisabeth Nestler (3)   | Vlag van Oostenrijk                     |    |
| 6      | Elena Schtscheglowa (4) | Vlag van Sovjet-Unie                    |    |
| 7      | Elisabeth Mikula (4)    | Vlag van Oostenrijk                     |    |
| 8      | Rita Trapanese (4)      | Vlag van Italië                         |    |
| 9      | Patricia Ann Dodd (2)   | Vlag van Verenigd Koninkrijk            |    |
| 10     | Eileen Zillmer          | Vlag van Duitsland                      |    |
| 11     | Charlotte Walter (2)    | Vlag van Zwitserland                    |    |
| 12     | Sonja Morgenstern (2)   | Vlag van Duitse Democratische Republiek |    |
| 13     | Ludmila Bezakova        | Vlag van Sovjet-Unie                    |    |
| 14     | Galina Grzibovskaya (2) | Vlag van Sovjet-Unie                    |    |
| 15     | Eleonora Baricka        | Vlag van Tsjechië                       |    |
| 16     | Renate Zehnpfennig      | Vlag van Duitsland                      |    |
| 17     | Frances Waghorn (2)     | Vlag van Verenigd Koninkrijk            |    |
| 18     | Christine Errath        | Vlag van Duitse Democratische Republiek |    |
| 19     | Zsofia Wagner           | Vlag van Hongarije                      |    |
| 20     | Britt Elfving (4)       | Vlag van Zweden                         |    |
| 21     | Zsuzsa Homolya          | Vlag van Hongarije                      |    |
| 22     | Miroslava Novak         | Vlag van Polen (1928-1980)              |    |
| 23     | Elena Mois (2)          | Vlag van Roemenië (1965-1989)           |    |

| #      | naam (deelname)                                 | land                                    | pc |
| ------ | ----------------------------------------------- | --------------------------------------- | -- |
| Goud   | Irina Rodnina (2) Aleksej Oelanov (2)           | Vlag van Sovjet-Unie                    |    |
| Zilver | Ludmila Belousova (11) Oleg Protopopov (11)     | Vlag van Sovjet-Unie                    |    |
| Brons  | Tamara Moskwina (3) Alexej Mischin (3)          | Vlag van Sovjet-Unie                    |    |
| 4      | Heidemarie Steiner (4) Heinz Ulrich Walther (6) | Vlag van Duitse Democratische Republiek |    |
| 5      | Gudrun Hauss (5) Walter Hafner (5)              | Vlag van Duitsland                      |    |
| 6      | Marianne Streifler (3) Herbert Wiesinger (3)    | Vlag van Duitsland                      |    |
| 7      | Manuela Groß Uwe Kagelmann                      | Vlag van Duitse Democratische Republiek |    |
| 8      | Janina Poremska (4) Piotr Sczypa (4)            | Vlag van Polen (1928-1980)              |    |
| 9      | Mona Szabo (4) Peter Szabo (4)                  | Vlag van Zwitserland                    |    |
| 10     | Evelyn Schneider (3) Wilhelm Bietak (7)         | Vlag van Oostenrijk                     |    |
| 11     | Linda Benard (3) Raymond Wilson (3)             | Vlag van Verenigd Koninkrijk            |    |
| 12     | Dana Fialova Josef Tuma (2)                     | Vlag van Tsjechië                       |    |

| #      | naam (deelname)                               | land                                    | pc |
| ------ | --------------------------------------------- | --------------------------------------- | -- |
| Goud   | Diane Towler (5) Bernard Ford (5)             | Vlag van Verenigd Koninkrijk            |    |
| Zilver | Janet Sawbridge (7) Jon Lane (4)              | Vlag van Verenigd Koninkrijk            |    |
| Brons  | Ludmila Pachomova (4) Aleksandr Gorschkow (3) | Vlag van Sovjet-Unie                    |    |
| 4      | Angelika Buck (3) Erich Buck (3)              | Vlag van Duitsland                      |    |
| 5      | Annerose Baier (5) Eberhard Rüger (5)         | Vlag van Duitse Democratische Republiek |    |
| 6      | Susan Getty Roy Bradshaw                      | Vlag van Verenigd Koninkrijk            |    |
| 7      | Dana Holanova-Novotna (3) Jaromir Holan (10)  | Vlag van Tsjechië                       |    |
| 8      | Ilona Berecz (4) Istvan Sugar (4)             | Vlag van Hongarije                      |    |
| 9      | Milena Tumova (3) Jesef Pesek (3)             | Vlag van Tsjechië                       |    |
| 10     | Tatiana Voitiuk Viacheslav Zhigalin           | Vlag van Sovjet-Unie                    |    |
| 11     | Jelena Zharkova Gennadi Karponossov           | Vlag van Sovjet-Unie                    |    |
| 12     | Edith Mato (5) Karl Csanadi (5)               | Vlag van Hongarije                      |    |
| 13     | Edeltrud Rotty (2) Joachim Iglowstein (2)     | Vlag van Duitsland                      |    |
| 14     | Elaine Vachon Jean-Pierre Noullet (2)         | Vlag van Frankrijk                      |    |
| 15     | Teresa Weyna (2) Pietr Bojanczyk (2)          | Vlag van Polen (1928-1980)              |    |
| 16     | Elfriede Rup Walter Leschetizky               | Vlag van Oostenrijk                     |    |
| 17     | Christiane Dallenbach Leo Barblan             | Vlag van Zwitserland                    |    |

Medaillewinnaars

Mannen · 
Vrouwen ·
Paren · 
IJsdansen

Toernooi

1891 · 
1892 · 
1893 · 
1894 · 
1895 · 
1896-1897 · 
1898 · 
1899 · 
1900 · 
1901 · 
1902-1903 · 
1904 · 
1905 · 
1906 · 
1907 · 
1908 · 
1909 · 
1910 · 
1911 · 
1912 · 
1913 · 
1914 · 
1915-1921 · 
1922 · 
1923 · 
1924 · 
1925 · 
1926 · 
1927 · 
1928 · 
1929 · 
1930 · 
1931 · 
1932 · 
1933 · 
1934 · 
1935 · 
1936 · 
1937 · 
1938 · 
1939 ·
1940-1946 · 
1947 · 
1948 · 
1949 · 
1950 · 
1951 · 
1952 · 
1953 · 
1954 · 
1955 · 
1956 · 
1957 · 
1958 · 
1959 · 
1960 · 
1961 · 
1962 · 
1963 · 
1964 · 
1965 · 
1966 · 
1967 · 
1968 · 
1969 · 
1970 · 
1971 · 
1972 · 
1973 · 
1974 · 
1975 · 
1976 · 
1977 · 
1978 · 
1979 · 
1980 · 
1981 · 
1982 · 
1983 · 
1984 · 
1985 · 
1986 · 
1987 · 
1988 · 
1989 · 
1990 · 
1991 · 
1992 · 
1993 · 
1994 · 
1995 ·
1996 · 
1997 · 
1998 · 
1999 · 
2000 · 
2001 · 
2002 · 
2003 · 
2004 · 
2005 · 
2006 ·
2007 ·
2008 ·
2009 ·
2010 ·
2011 ·
2012 ·
2013 ·
2014 ·
2015 ·
2016 ·
2017 ·
2018 ·
2019 ·
2020 ·
2021 · 
2022 · 
2023 · 
2024 · 
2025

WK kunstschaatsen ·
WK kunstschaatsen junioren ·
Viercontinentenkampioenschap ·
Olympische Spelen